# Sumpf-Knabenkraut
Das Sumpf-Knabenkraut (Anacamptis palustris) ist eine Pflanzenart aus der Gattung der Hundswurzen (Anacamptis) innerhalb der Familie der Orchideen (Orchidaceae).

## Beschreibung

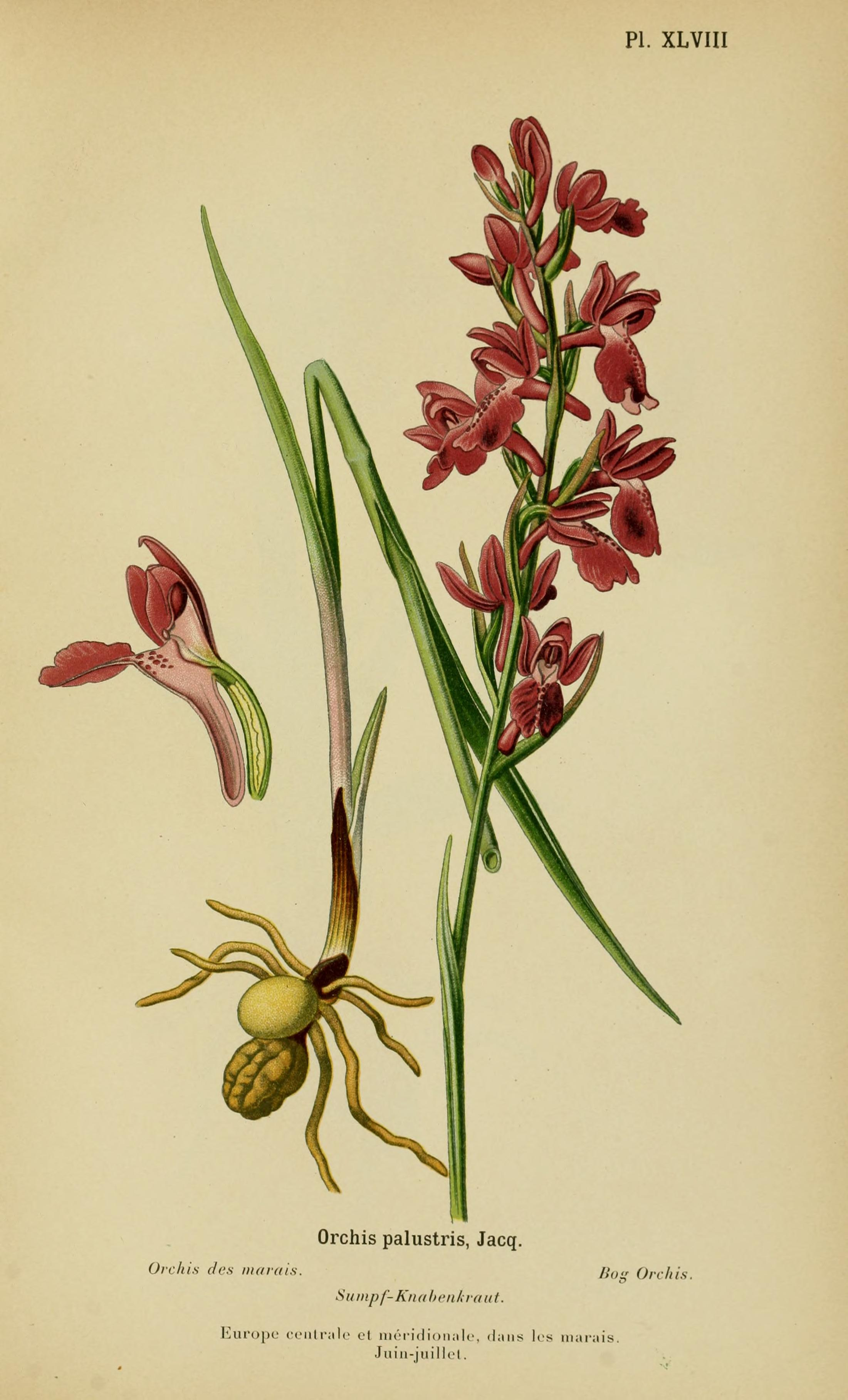
Illustration

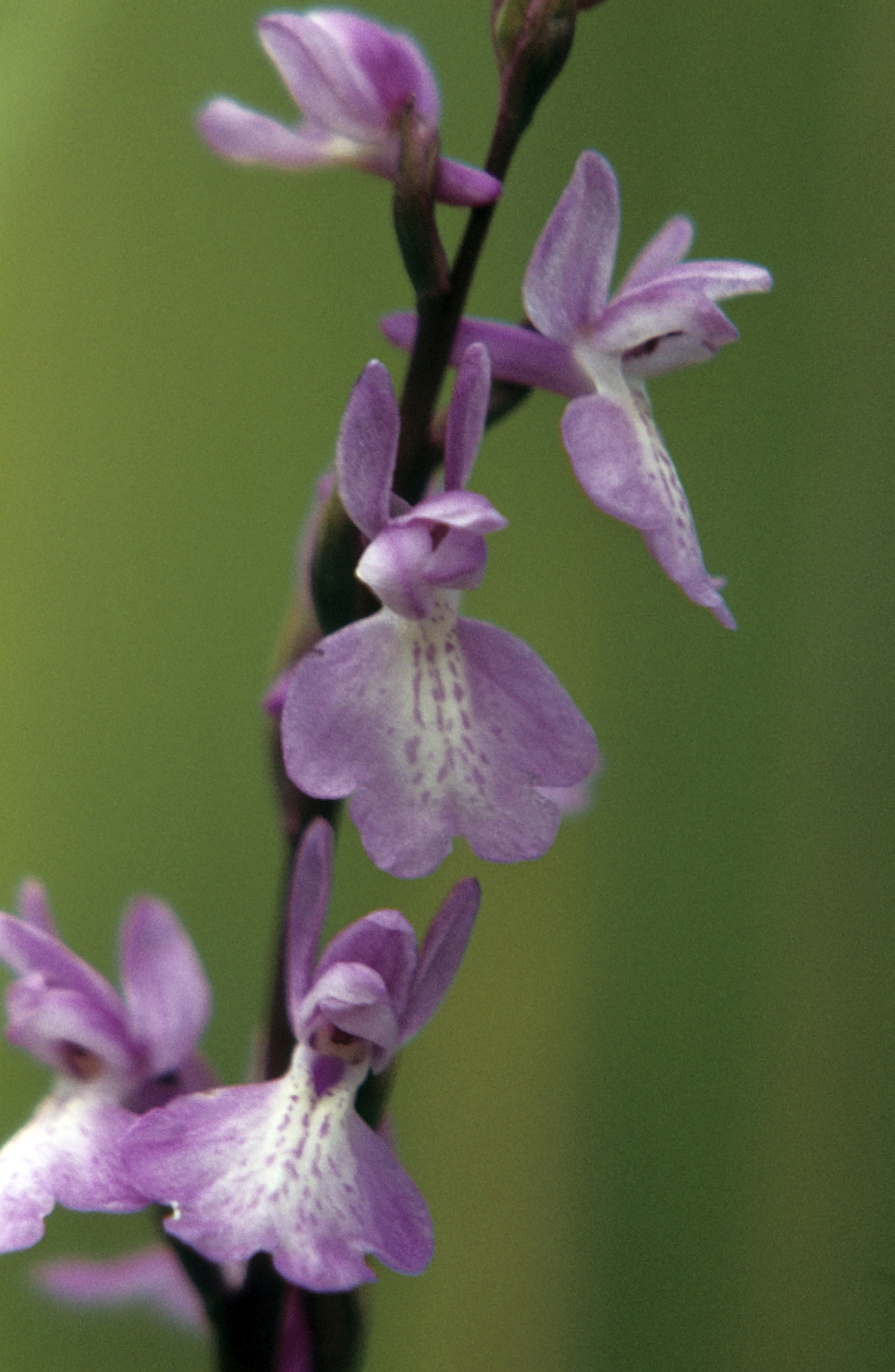
Ausschnitt eines Blütenstandes mit zygomorphen Blüten im Detail

### Erscheinungsbild und Blatt
Das Sumpf-Knabenkraut ist eine schlanke, zierliche, ausdauernde krautige Pflanze und erreicht Wuchshöhen von bis zu 60 Zentimetern. Die schmal-lanzettlichen, rinnig gefalteten Laubblätter stehen aufrecht und verteilen sich am grünen Stängel, der in seinem oberen Teil purpur angelaufen ist.

### Blütenstand und Blüte
Der lockere Blütenstand ist zylindrisch bis langgezogen. Die kräftigen Tragblätter stützen den seitlich abstehenden, gedrehten Fruchtknoten und sind etwa so lang wie dieser. Die relativ großen, zwittrigen Blüten sind radiärsymmetrisch und dreizählig. Die Blütenhüllblätter mit der breiten Lippe sind von lila- über dunkelrosafarben bis – sehr selten – ganz weiß. Der waagrechte bis leicht nach oben zeigende Sporn ist etwa so lang wie der Fruchtknoten. Die seitlichen Sepalen sind zurückgeschlagen, fast senkrecht nach oben gerichtet, das mittlere bildet mit den Petalen einen lockeren Helm über der Säule. Die Lippe ist rundlich und gelappt, der Mittellappen vorne nochmals in zwei auseinander strebende, abgerundete Enden geteilt. Das aufgehellte Zentrum der Lippe ist gepunktet bis gestrichelt.
Die Blütezeit reicht von Ende Mai bis Anfang Juli, im Süden des Verbreitungsgebietes von April bis Juni.
Die Chromosomenzahl beträgt 2n = 42.

## Vorkommen und Gefährdung
Das sehr lückenhafte Verbreitungsgebiet in Europa erstreckt sich von Spanien und Italien über Frankreich, die Westschweiz, Deutschland bis Slowenien, Österreich, Tschechien und Ungarn, nördlich bis Gotland. Das Sumpf-Knabenkraut ist in allen Ländern heute sehr selten, obwohl sie früher weit verbreitet war. Nach Süd- und Osteuropa hin wird vermutet, dass diese Art noch häufiger vorkommt. Nach Baumann und Künkele hat die Art folgende Höhengrenzen: Deutschland 10–550 Meter, Frankreich 0–1800 Meter, Schweiz 420–780 Meter, Liechtenstein 450 Meter, Österreich 120–200 Meter, Italien 1–500 Meter, Slowenien 170–450 Meter, Europa 0–1800 Meter, Türkei bis 1950 Meter Meereshöhe.
In der Rote Liste der gefährdeten Pflanzenarten Deutschlands von 1996 wurde sie als Kategorie 2 = „stark gefährdet“ bewertet. In Bayern, Baden-Württemberg, Thüringen, Sachsen-Anhalt, Brandenburg sowie Mecklenburg-Vorpommern wird sie als „vom Aussterben bedroht“ bewertet und in Berlin, Hessen, Niedersachsen, Rheinland-Pfalz, Sachsen, Schleswig-Holstein gilt sie als „ausgestorben“. Die Art ist in Deutschland durch die BArtSchV besonders geschützt.
Seit 1980 wurde das Sumpf-Knabenkraut in Deutschland nur noch in Bayern, Baden-Württemberg beispielsweise im Naturschutzgebiet Erlich, in Brandenburg beispielsweise im Naturschutzgebiet Luchwiesen, Thüringen und Sachsen-Anhalt registriert. In Thüringen existieren aktuell noch drei individuenarme Populationen nördlich von Erfurt. In Bayern gibt es noch wenige Bestände in Niedermooren im Chiemgau und im westlichen Inntal.
Das Sumpf-Knabenkraut ist in Mitteleuropa eine Charakterart des Schoenetum nigricantis aus dem Verband Caricion davallianae, kommt aber auch in Gesellschaften der Verbände Calthion oder Molinion vor.
Die größten in Deutschland noch existierenden Bestände, in den Niedermooren des bayerischen Voralpenlands, sind akut vom Aussterben bedroht durch Intensivierung der Landwirtschaft, Trockenlegung, aber auch Brachfallen und Verbuschung. Das Sumpf-Knabenkraut verschwindet sowohl bei Nutzungsintensivierung wie auch beim Verbrachen, also wenn Nutzung oder Pflege ganz aufhören; sie wird dann von Schilfrohr überwachsen. Als Pflege wird eine einmalige Mahd spät im Jahr empfohlen. Im Mittelmeerraum sind die Unterarten fast ausschließlich in Dünentälchen der Meeresküsten verbreitet (Standorte, an denen der Wind den Dünensand bis unter den Grundwasserspiegel ausgeblasen hat und die dadurch versumpft sind). Daneben existieren wenige Vorkommen im Binnenland, so an salzhaltigen Quellen in Mittelitalien (zum Beispiel die schwefelhaltigen Quellen von Bagnaccio in der Toskana). Auch die vermutlich größten noch existierenden Bestände, in Norditalien, gelten als bedroht. Anacamptis palustris ist im Mittelmeerraum vor allem durch die intensive Nutzung und Bautätigkeit in den Küstenregionen gefährdet. Die verbliebenen Bestände sind genetisch voneinander isoliert und weisen nur geringe genetische Diversität auf.

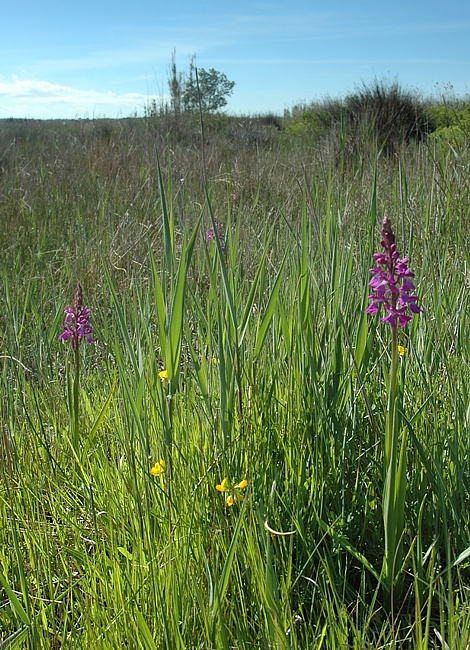
Habitus im Habitat in Mallorca von Anacamptis palustris subsp. robusta

Für die drei Unterarten bewertet die IUCN 2013 Anacamptis palustris im Gesamtverbreitungsgebiet als „Least Concern“ = „nicht gefährdet“. Die Bestände gehen zurück. Anacamptis palustris kommt an mindestens 49 Standorten im Mittelmeerraum vor, 8 davon befinden sich in Nordafrika. Das Areal ist stark fragmentiert, besonders die nordafrikanischen Populationen sind stark fragmentiert und reduziert. Die Populationen gehen durch Habitatverlust zurück. In Marokko ist Anacamptis palustris sehr selten und kommt nur noch an einem Fundort in Chaouia vor. In Algerien ist sie selten mit nur drei Fundorten an der Küste in den Vororten von Algier (Fort de l’eau, Mitidja, Castiglione), dort wurde sie seit 1976 nicht mehr gefunden. In Tunesien sind vier Fundorte vom Nordosten (Menzel Djemil, El Alia and Foundouk Djedid) bis Cap Bon (Mraïssa) bekannt, aber sie wurde dort seit einem Jahrhundert nicht mehr gesichtet. Auf der zentralen und östlichen Iberischen Halbinsel kommt sie in 26 spanischen Regionen vor. In Frankreich ist sie ziemlich selten an der Mittelmeerküste, aber sie kommt in 11 Regionen sowie auf Korsika vor. Sie kommt in acht italischen Provinzen vor. In der Türkei kommt sie an 37 Fundorten und auf Zypern an 6 Fundorten vor.
In Mitteleuropa gedeiht das Sumpf-Knabenkraut in nie austrocknenden Niedermooren und Feuchtgebieten, seltener Hangmooren, auf nassen bis wechselnassen, basischen Sumpfhumusböden. Die Pflanze ist salzertragend.

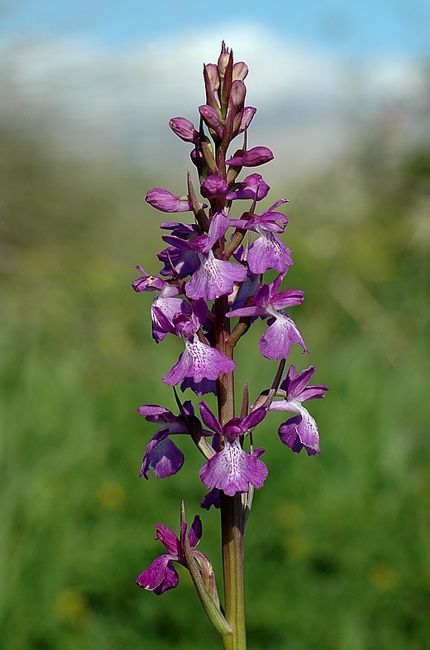
Blütenstand von Anacamptis palustris subsp. robusta

## Systematik
Die Erstveröffentlichung erfolgte 1787 unter dem Namen (Basionym) Orchis palustris Jacq. Seit 1997 wird diese Art der 1817 aufgestellten, früher monotypischen Gattung der Hundswurzen (Anacamptis) zugeordnet, zuvor gehörte sie zur Gattung der Knabenkräuter (Orchis) im engeren Sinne. Bei einer Revision der Orchideenarten der Subtribus Orchidinae auf der Basis von genetischen Merkmalen wurde 1997 das Sumpf-Knabenkraut gemeinsam mit einigen weiteren Arten in die Gattung Hundswurzen (Anacamptis) als Anacamptis palustris (L.) R.M.Bateman, Pridgeon & M.W.Chase eingeordnet. In älterer Literatur wird noch der alte wissenschaftliche Name verwendet.
Der botanische Gattungsname Anacamptis ist vom griechischen Wort ανακάμτειν anakamptein für umbiegen abgeleitet, wegen der umgebogenen seitlichen Blütenhüllblätter des Perigons oder wegen der umgebogenen Staubbeutel. Das Artepitheton palustris bedeutet „im Sumpf lebend“ und bezieht sich auf den Standort.

### Unterarten
Von Anacamptis palustris gibt es etwa drei Unterarten:
- Anacamptis palustris subsp. elegans (Heuff.) R.M.Bateman, Pridgeon & M.W.Chase: Sie kommt vom östlichen Mitteleuropa bis Zentralasien und Südwestasien vor.[16]
- Anacamptis palustris (Jacq.) R.M.Bateman, Pridgeon & M.W.Chase subsp. palustris: Sie kommt von Europa bis Nordwestafrika vor.[16]
- Robustes Knabenkraut (Anacamptis palustris subsp. robusta (T.Stephenson) R.M.Bateman, Pridgeon & M.W.Chase): Sie kommt vom nördlichen Algerien bis Tunesien, auf Mallorca, Kreta und der griechischen Insel Kefalonia vor.[16][17]

### Hybriden
Das Sumpf-Knabenkraut (Anacamptis palustris) bildet Hybride mit nahe verwandten Arten wie dem Kleinen Knabenkraut (Anacamptis morio) und dem Wanzen-Knabenkraut (Orchis coriophora).